# Oligosoma suteri
Oligosoma suteri är en ödleart som beskrevs av  George Albert Boulenger 1906. Oligosoma suteri ingår i släktet Oligosoma och familjen skinkar. IUCN kategoriserar arten globalt som livskraftig. Inga underarter finns listade i Catalogue of Life.